# إي سونغ من
إي سونغ مِن (ولد في 1 يناير 1986) هو مغنٍ وممثل من كوريا الجنوبية، كما أنه عضوٌ في فرقة فتيان تعرف باسم سوبر جونيور والفرق الفرعية منها سوبر جونيور تي وسوبر جونيور إتش وسوبر جونيور إم.

## حياته
ولد سونغمِن في حي إلسان التابعة لمدينة غويانغ في مقاطعة غيونغي. له أخٌ شقيق هو لي سونغجِين، ووالده لي تشُنهوا الرئيس التنفيذي لشركتي سيندبيل ونيتوورك مانيا وهي شركة تحليلات.
في 2001 دخل مسابقة إس إم للشباب وفاز بالمركز الأول ليحصل على جائزة أفضل مظهر خارجي جنباً إلى جنب مع أي دونغ هاي زميله المسقبلي في فرقة سوبر جونيور. حيث وقع الاثنان عقداً مع إس إم إنترتينمنت وتدربا على الغناء والرقص والتمثيل.
درس سونغمين في جامعة ميونجي وحصل علي درجة البكالوريس في تخصص الافلام الموسيقية.

## المهنة الموسيقية

### قبل الظهور
وُضِعَ سونغ مِن في فرقة آر أند بي مع جن سو وأون هيوك. في 2002 قام الثلاثة جنباً إلى جنب مع تايفون وروز وأتاك بظهورهم الأول على التلفاز في برنامج «هيجُن ضد كانغتا، معركة القرن: البوب ضد الروك». قام من هي جن بتعليم تايفون وروز وأتاك غناء الروك في حين قام كانغ تا بتعليم سونغ مِن وشياه وأون هيوك تقنيات غنائية أخرى. المتدربون الستة انفصلوا بعد سنة حيث انضم تايفون وروز وأتاك لفرقة تراكس. بعد ذلك انفصل الثلاثة المتبقين عندما انضم جُن سو إلى فرقة تي في أكس كيو. بعد ذلك انضم سونغ مِن وأون هيوك إلى عشر متدربين آخرين وشكلوا فرقة سوبر جونيور. في 2005 قام سونغ مِن بلعب دور كانغ دونغ شِن الصغير في دراما إم بي سي «شقيقتا البحر».

### 2010-2011: دي جي والمسرح الموسيقي
في 2010, تالق في دور البطولة في المسرحية الموسيقية هونغ جيل دونغ، جنباً الي جنب مع زميلة في الفرقة ييسونغ الذي لعب نفس الشخصية، قامت المسرحية لمدة شهرين.
في أكتوبر، واحد من 20 مغني كوريين جنوبيين التي سجلت أغنية «دعنا نذهب» لG-20 في سيول 2010, وقد غنا جانب الي جنب مع سيوهيون، وجونغهيون ولونا.
في ديسمبر هو بدا في العمل في دراما لKBS تسمي الرئيس، لعب دور جانغ سونغمين الابن الطموح لجانغ ايل جونغ.
في يتاير 2011, تم وضعه في فرقة الفرعية سوبر جونيور ام، بأعتباره واحد من الاعضاء الجدد مع اينهيوك، في سونغمين عرض عليه الدور الرئيسي في المسرحية الموسيقية جاك السفاح جنباً الي جنب مع اهن جاي وك واوم كي جون ولي جيهون.
في عام 2012 كرر سونغمين دوره دانيال، في المسرحية الموسيقية جاك السفاح التي عقدت جولة في اليابان في مسرح اوياما في طوكيو، واكان استقبال جيد للمسرحية نظراً لشعبيتها، وتم ايضاً عمل جولة اخري في مسرح كاناغوا للفنون في يوكوهاما، واشارات الوسائل الاعلام اليابانية ان موجة الهاليو لها تأثير بشكل عام، وسونغمين ساعد في بناء هذه الشعبية من اجل العرض في 2012.
يعتبر عام 2012 عاماً ناجحاً بالنسبة لسونغمين في المسرحيات الموسيقية بسبب ادائه في المسرحي في جاك السفاح، هو صنف من OBS بأعتباره اقوي ممثل مسرحي هذ العام، بعد كيم جونسو، بنائاً علي عدد التذاكر المباعة.

## الحياة الخاصة
أكد سونغمِن في 24 سبتمبر 2014 أنه يواعد الممثلة كيم سايون. في 14 أكتوبر أعلن سونغ مِن أنه سيتزوج من الممثلة كيم، حيث تم الزواج في 13 ديسمبر.
في ديسمبر 31 , 2016 هو تسرح من الخدمة الفعلية بعد 21 شهر من الخدمة.

## روابط خارجية
- إي سونغ من على موقع IMDb (الإنجليزية)
- إي سونغ من على موقع ميوزك برينز (الإنجليزية)
- إي سونغ من على موقع ديسكوغز (الإنجليزية)
- إي سونغ من على موقع قاعدة بيانات الفيلم (الإنجليزية)